# ددی دی‌جی (آهنگ)
ددی دی‌جی (به انگلیسی: Daddy DJ) آهنگی است که توسط گروه رقص فرانسوی به همین نام ضبط شده است. این آهنگ اولین تک‌آهنگ آنها از اولین آلبومشان «بگذار بدنت حرف بزند» بود و ابتدا در سال ۱۹۹۹ در فرانسه و سپس بین آوریل و ژوئن ۲۰۰۰ در بسیاری از کشورهای اروپایی منتشر شد. موزیک ویدیوی آن به صورت یک فیلم انیمیشن تولید شد.

## موفقیت تجاری
این آهنگ در سراسر اروپا موفقیت بزرگی کسب کرد و با استقبال خوبی روبرو شد، به طوری که در فرانسه، فنلاند، دانمارک، آلمان، اسپانیا، هلند و فلاندرز (بلژیک) به جمع ده آهنگ برتر راه یافت و حتی در سوئد، نروژ و والونیا (بلژیک) در صدر جدول تک‌آهنگ‌ها قرار گرفت. در فرانسه، «ددی دی‌جی» به مدت 10 هفته غیرمتوالی در رتبه دوم جدول تک‌آهنگ‌های SNEP قرار گرفت و نتوانست «سول» از گروه گارو و «این من نبودم» از گروه شگی را از رتبه اول کنار بزند. تا اوت ۲۰۱۴، این آهنگ با فروش ۵۲۰۰۰ نسخه، بیست و چهارمین تک‌آهنگ پرفروش قرن بیست و یکم در فرانسه بود.

## نسخه‌های جلد
از زمان انتشار، «ددی دی‌جی» و آهنگ بسیار محبوب آن توسط هنرمندان متعدد دیگری سمپل و کاور شده است.
در ژانویه ۲۰۰۶، ملودی این آهنگ توسط دی‌جی استرالیایی S3RL در آهنگ «Pretty Rave Girl» سمپل شد. این ممکن است اولین کاور این آهنگ بوده باشد.
همچنین در سال ۲۰۰۶، این آهنگ توسط خواننده سوئدی بیس هانتر در آهنگ موفق خود «Vi sitter i Ventrilo och spelar DotA» (که به سادگی «DotA» نیز شناخته می‌شود) سمپل شد.
در نوامبر ۲۰۰۷، Gummibär، شخصیت و نوازنده مجازی آلمانی یورودنس، این آهنگ را برای اولین آلبوم خود «I Am Your Gummy Bear» کاور کرد، اما با نام تغییر یافته «Funny DJ».
در سال ۲۰۰۸، بیس هانتر بار دیگر این آهنگ را سمپل کرد، این بار در آهنگ موفق خود «All I Ever Wanted».
در سال ۲۰۰۹، این آهنگ توسط قورباغه دیوانه برای آلبوم خود «Everybody Dance Now» کاور شد. این آهنگ با رتبه چهارم وارد جدول تک‌آهنگ‌های فرانسه شد و در مجموع ۱۵ هفته در بین ۵۰ آهنگ برتر قرار داشت. این آهنگ در رتبه ۱۴ جدول ۱۰۰ آهنگ برتر یوروچارت قرار گرفت و هفته بعد با ۱۸ رتبه سقوط به رتبه ۳۲ رسید.
یکی دیگر از نسخه‌های بازخوانی موفق، آهنگ «Take It to the Limit» در سال ۲۰۱۳ توسط دی‌جی و تهیه‌کننده آلمانی مکس کی. با صدای خواننده جرالد جی و رپر نیترو است.
همچنین در سال ۲۰۱۵ توسط پروژه الکس کورتز با حضور CVB با عنوان «بیایید شروع کنیم» بازخوانی شد.
در سال ۲۰۱۷، پروژه موسیقی پاپ پانک «Future Idiots» این آهنگ را در آلبوم خود «The Brown Album» بازخوانی کرد. در سال ۲۰۲۱، ملودی توسط هنرمند مدیکس برای آهنگ "Superheroes" سمپل شد.
در ژوئن ۲۰۲۲، دی‌جی ایتالیایی گابری پونته و دی‌جی اتریشی لوم!ایکس این آهنگ را در آهنگ خود "We Could Be Together" سمپل کردند.
در آوریل ۲۰۲۴، گامیبر پس از هفده سال از انتشار اولیه، آهنگ "Funny DJ" را ریمیکس کرد.
در نوامبر ۲۰۲۴، CHYL یک تقلید از آهنگ Pretty Rave Girl محصول ۲۰۰۶ از S3RL با صدای S3RL به عنوان خواننده منتشر کرد که "Pretty Race Girl" لقب گرفت.

## موزیک ویدیو
موزیک ویدیوی انیمیشن این آهنگ توسط Aladin Net Prod تولید و در سال ۱۹۹۹ در فرانسه و در سال ۲۰۰۰ در جاهای دیگر منتشر شد. این موزیک ویدیو، اشعار آهنگ را نشان می‌دهد.
این موزیک ویدیو با شخصیت اصلی داستان، کروس، پسری ۱۳ ساله که یک دی‌جی مشتاق است، شروع می‌شود که در حال تماشای تمرین پدرش برای اجرا در یک کلوب است. پس از اینکه پدرش از پخش آهنگ مورد علاقه‌اش از گروه ددی دی‌جی خودداری می‌کند، کروس همان شب وقتی پدرش به کلوب می‌رود، ناامید می‌شود. روز بعد، پدرش واقعاً خسته است اما عصر دوباره به کلوب برمی‌گردد. کروس از وب‌کم کامپیوترش برای رفتن به کلوب استفاده می‌کند، در حالی که همزمان پدرش به اتاق پسرش منتقل می‌شود. همه از مهارت‌های کروس لذت می‌برند و یک مدیر برنامه با کروس قرارداد ضبط امضا می‌کند. او مشهور می‌شود و در پایان ویدیو، او در حال صحبت تلفنی با یک فرد ناشناس در دفتری در یک ساختمان بزرگ با برچسب "Daddy DJ's Records" دیده می‌شود.

## فهرست آهنگ‌ها
CD single
1. "Daddy DJ" (Chico and Tonio radio edit) — 3:36
2. "Daddy DJ" (original extended mix) — 5:46

CD maxi
1. "Daddy DJ" (Chico and Tonio radio edit) — 3:38
2. "Daddy DJ" (original radio edit) — 3:44
3. "Daddy DJ" (G-box 2 steps lullaby mix) — 3:41

## نمودارها و فروش
| Chart (2000–01)                          | Peak position |
| ---------------------------------------- | ------------- |
| Australia (ARIA Charts)                  | 67            |
| اتریش (او۳ تاپ ۴۰ اتریش)                 | ۷             |
| بلژیک (اولتراتاپ ۵۰ فلاندرز)             | ۸             |
| بلژیک (اولتراتاپ ۵۰ والونی)              | ۱             |
| دانمارک (ترک‌لیسن)                        | ۲             |
| Europe (Eurochart Hot 100)               | 14            |
| فنلاند (جدول‌های رسمی فنلاند)             | ۳             |
| فرانسه (اس‌ان‌ئی‌پی)                        | ۲             |
| آلمان (جدول‌های رسمی آلمان)               | ۷             |
| هلند (۴۰ آهنگ برتر)                      | ۱۵            |
| هلند (۱۰۰ تک‌آهنگ برتر)                   | ۷             |
| نروژ (وی‌جی-لیستا)                        | ۱             |
| Romania (Romanian Top 100)               | 11            |
| اسپانیا (پروموزیک)                       | ۹             |
| سوئد (فهرست برترین‌های سوئد)              | ۱             |
| سوئیس (شوایزر هیت‌پاراد)                  | ۲۲            |
| UK Singles (The Official Charts Company) | 198           |

| Chart (2000)  | Position |
| ------------- | -------- |
| France (SNEP) | 94       |

| Chart (2001)                     | Position |
| -------------------------------- | -------- |
| Austria (Ö3 Austria Top 40)      | 56       |
| Belgium (Ultratop Flanders)      | 48       |
| Belgium (Ultratop Wallonia)      | 1        |
| Europe (Eurochart Hot 100)       | 6        |
| France (SNEP)                    | 4        |
| Germany (Official German Charts) | 35       |
| Netherlands (Dutch Top 40)       | 66       |
| Netherlands (Single Top 100)     | 36       |
| Sweden (Sverigetopplistan)       | 1        |

| منطقه                                                              | گواهی       | واحد گواهی‌شده/فروش |
| ------------------------------------------------------------------ | ----------- | ------------------ |
| بلژیک (بی‌ئی‌ای)                                                     | ۲× Platinum | ۱۰۰٬۰۰۰*           |
| دانمارک (آی‌اف‌پی‌آی)                                                 | Platinum    | ۸٬۰۰۰^             |
| فرانسه (اس‌ان‌ئی‌پی)                                                  | Diamond     | ۷۵۰٬۰۰۰*           |
| نروژ (آی‌اف‌پی‌آی نروژ)                                               | Platinum    |                    |
| سوئد (گی‌ال‌اف)                                                      | ۲× Platinum | ۶۰٬۰۰۰^            |
| * رقم فروش تنها بر پایهٔ گواهی‌ها. ^ رقم توزیع تنها بر پایهٔ گواهی‌ها. |             |                    |

## نسخه قورباغه دیوانه
در سال ۲۰۰۹، آهنگ «ددی دی‌جی» توسط شخصیت سوئدی قورباغه دیوانه بازخوانی شد و در ۱۳ جولای، از سومین آلبومشان حالا همه برقصید (به انگلیسی: Everybody Dance Now)، به عنوان تک‌آهنگ منتشر شد. این آهنگ مستقیماً به رتبه چهارم جدول تک‌آهنگ‌های فرانسه رسید.

#### نمودارها
این آهنگ در اوج خود، در رتبه چهارم جدول تک‌آهنگ‌های فرانسه قرار گرفت و در مجموع ۱۵ هفته در بین ۵۰ آهنگ برتر بود. این آهنگ در رتبه ۱۴ جدول ۱۰۰ آهنگ برتر یوروچارت شروع به کار کرد و هفته بعد با ۱۸ رتبه سقوط به رتبه ۳۲ رسید.

### Weekly charts
| Chart (2009)              | Peak position |
| ------------------------- | ------------- |
| Eurochart Hot 100 Singles | 14            |
| ۴                         |               |

### Year-end charts
| Chart (2009)  | Position |
| ------------- | -------- |
| France (SNEP) | 46       |